# Bernie Hamilton
Bernard Hamilton (East Los Angeles, 12 giugno 1928 – Los Angeles, 30 dicembre 2008) è stato un attore statunitense.

## Biografia
Fratello del batterista jazz Chico Hamilton, entrò nel cinema nel 1950 ottenendo un primo ruolo importante nel film Il diavolo alle 4 (1961), quindi nel 1964 si mise in evidenza come coprotagonista in un film sul tema del matrimonio inter-razziale: La dura legge.
Il ruolo che lo rese più popolare fu quello dello scontroso capitano di polizia Harold Dobey nella serie televisiva Starsky & Hutch.
Era proprietario di un night-club/galleria d'arte sul Sunset Boulevard e anche produttore di musica Rhythm and blues e gospel.

## Filmografia parziale

### Cinema
- The Jackie Robinson Story, regia di Alfred E. Green (1950)
- Congo (Congo Crossing), regia di Joseph Pevney (1956)
- Violenza per una giovane (The Young One - La Joven), regia di Luis Buñuel (1960)
- Che nessuno scriva il mio epitaffio (Let No Man Write My Epitaph), regia di Philip Leacock (1960)
- Il diavolo alle 4 (The Devil at 4 O'Clock), regia di Mervyn LeRoy (1961)
- La notte delle iene (13 West Street), regia di Philip Leacock (1962)
- Capitan Sinbad (Captain Sinbad), regia di Byron Haskin (1963)
- La dura legge (One Potato, Two Potato), regia di Larry Peerce (1964)
- Un uomo a nudo (The Swimmer), regia di Frank Perry (1968)
- L'uomo perduto (The Lost Man), regia di Robert Alan Aurthur (1969)
- Un mucchio di bastardi (The Losers), regia di Jack Starrett (1970)
- L'organizzazione sfida l'ispettore Tibbs (The Organisation), regia di Don Medford (1971)
- Scream Blacula Scream, regia di Bob Kelljan (1973)

### Televisione
- General Electric Theater – serie TV, episodio 3x15 (1955)
- Ben Casey – serie TV, episodio 2x18 (1963)
- La grande avventura (The Great Adventure) – serie TV, episodio 1x22 (1964)
- The Greatest Show on Earth – serie TV, episodio 1x22 (1964)
- I giorni di Bryan (Run for Your Life) – serie TV, episodio 1x12 (1965)
- Corri e scappa Buddy (Run Buddy Run) – serie TV, episodio 1x09 (1966)
- Il virginiano (The Virginian) – serie TV, 2 episodi (1966-1969)
- Tarzan – serie TV, episodi 1x22-1x26-1x27-2x22-2x23 (1967-1968)
- Starsky & Hutch – serie TV, 75 episodi (1975-1979)

## Doppiatori italiani
- Renato Turi in Congo
- Glauco Onorato in Il diavolo alle 4
- Sergio Fiorentini in Starsky & Hutch